# Global Bridges
Global Bridges ist ein gemeinnütziger eingetragener Verein (e.V.) mit Sitz in Berlin, der das Ziel hat, internationalen Dialog und Verständigung zu fördern.

## Geschichte des Vereins
2010 wurde der Verein von Alumni der Atlantik-Brücke unter dem Namen Atlantik Forum gegründet. 2012 stimmten die Mitglieder des Atlantik Forum einstimmig für eine Umbenennung in Global Bridges, um besser auf den erweiterten Fokus des Vereins auf Asien (vor allem auf China) zu reagieren.

## Vorstand
Der Münchner Unternehmer Hans Albrecht ist Vorsitzender des Vereines. Geschäftsführender Vorsitzender ist Malte Hohlfeld. Seit September 2024 ist Wolfgang Ischinger, ehemaliger Leiter der Münchner Sicherheitskonferenz, stellvertretender geschäftsführender Vorsitzender.
Walther Leisler Kiep, der auch zum Ehrenvorsitzenden der Atlantik-Brücke gewählt wurde, war der maßgebliche Gründer sowie Ehrenmitglied des Vereins. Ehrenvorsitzende von Global Bridges sind Michael Otto, Vorsitzender des Aufsichtsrates der Otto Gruppe sowie Beate Lindemann, die bis 2023 geschäftsführende Vorsitzende von Global Bridges war.

## Mitglieder und Aktivitäten
Die rund 400 Mitglieder stammen aus Wirtschaft, Politik, Medien, Militär, Kultur und Wissenschaft. Zu den Aktivitäten des Vereins gehören Konferenzen, Symposien und Studienreisen unter anderem in die USA, die Volksrepublik China, Israel/Palästina sowie in den Iran.  Für Nachwuchskräfte zwischen 25 und 35 Jahren aus Europa, Amerika und Asien werden jährlich zwei Young Leaders Konferenzen angeboten, die u. a. in  Lijiang, Erbil, Kiew, Istanbul, Belgrad, Chișinău sowie Priština stattfanden. Alle zwei Jahre findet eine Alumni Conference von Global Bridges statt.